# Angela Pitt
Angela Pitt (née en 1983 à Airdrie) est une femme politique canadienne, membre de l'Assemblée législative de l'Alberta.

## Biographie
Pitt est élue en 2015 pour le parti Wildrose dans la circonscription d'Airdrie. Elle travaille dans le Comité permanent des familles et des collectivités.

## Résultats électoraux
| Élections générales albertaines de 2015 : Airdrie | Élections générales albertaines de 2015 : Airdrie | Élections générales albertaines de 2015 : Airdrie | Élections générales albertaines de 2015 : Airdrie | Élections générales albertaines de 2015 : Airdrie | Élections générales albertaines de 2015 : Airdrie |
| Parti                                             | Parti                                             | Candidat                                          | Voix                                              | %                                                 | ± %                                               |
| ------------------------------------------------- | ------------------------------------------------- | ------------------------------------------------- | ------------------------------------------------- | ------------------------------------------------- | ------------------------------------------------- |
|                                                   | Wildrose                                          | Angela Pitt                                       | 7 499                                             | 35,13 %                                           | -23,03 %                                          |
|                                                   | Néo-démocrate                                     | Chris Noble                                       | 6 368                                             | 29,83 %                                           | +25,67 %                                          |
|                                                   | Progressiste-Conservateur                         | Peter Brown                                       | 6 168                                             | 28,89 %                                           | -3,79 %                                           |
|                                                   | Parti de l'Alberta                                | Jeremy Klug                                       | 913                                               | 4,28 %                                            |                                                   |
|                                                   | Indépendant                                       | Jeff Willerton                                    | 400                                               | 1,87 %                                            | +0,27 %                                           |
| Total                                             | Total                                             | Total                                             | 21 348                                            | 100,00 %                                          |                                                   |